# ニオール
ニオール(Niort)はフランス西部、ヌーヴェル＝アキテーヌ地域圏の都市である。ドゥー＝セーヴル県の県庁所在地。

## 地理
ニオールは県南西部、セーヴル・ニオルテーズ(fr)河岸にある。『緑のヴェネツィア』と呼ばれる湿地、ポワトヴァン湿地(en)の入り口にあたる。

## 由来
ニオールの名は、ラテン語化されたケルト語名称Novioritumに由来する。novioとは新しい、rito-とは砦、よって『新しい砦』を意味する。

## 歴史
ニオールには新石器時代から人が定住していた。
アキテーヌと同じく、2世紀には西ゴート族に征服されるが、5世紀にはフランク王国支配下に入った。6世紀以前の記録については詳細が不明である。
町はポワティエ伯に依存した。アリエノール・ダキテーヌがルイ7世と結婚すると、彼女は持参金としてフランスにニオールをもたらした。しかしアリエノールの再婚によってニオール領主はイングランド王国のプランタジネット家となった。1203年、アリエノールはニオール住民に特権を授けている。彼女の再婚相手ヘンリー2世と三男であるリチャード獅子心王は、カルカソンヌの2倍にもなる2800mの城壁をニオール防衛用に築いた。しかし、現在目にできる城壁跡はわずかである。
百年戦争中の1360年、ブレティニー条約によってフランスへ復帰した。それに先立つ1285年に自由港とされ、経済発展が始まった。
ドーファン、ルイ（のちのルイ11世）が父シャルル7世に対し起こした1440年のプラゲリー反乱（fr）において、ニオールはドーファン側にたった。ルイは本営をニオールにおき、数々の特権を与えた。
14世紀、織物業者と製革業者がニオールの名声を高めた。中世後期、ポワトゥー伯でもあったベリー公ジャンの命令で港の掘削が行われ、コミューンは大西洋と直接つながった。港には、塩や魚、コムギ、羊毛、そしてリネンや革製品を積んだフランドルやスペインの船が停泊した。
ユグノー戦争中、ユグノーの町なったニオールは、カトリック同盟軍との戦いの地となった。1627年にニオールはカトリック同盟軍に降伏するが、ユグノーたちが多く残留した。竜騎兵による強制改宗が1668年に始まり、1685年までに自由を求めたユグノーたちがカナダへ脱出していった。この間も、ニオールはカナダから輸入される毛皮の主要貿易港であり続けた。しかしナントの勅令廃止で、対カナダ貿易が激減し、ユグノーらによる産業の凋落を引き起こした。

## 出身者
- マントノン侯爵夫人フランソワーズ・ドービニェ - ルイ14世妾
- アンリ＝ジョルジュ・クルーゾー - 映画監督
- アントナン・プルースト - 政治家
- エレオノール・ドルブリューズ - 貴族
- サンティアゴ・デ・リニエルス - 軍人、政治家
- エティエンヌ・カプエ - サッカー選手
- ニコラス・ペトラン - フィギュアスケート選手
- ジョセフ・マジョー - 教育学者
- マティアス・エナール - 著作家

## 姉妹都市
- コーブルク、ドイツ
- アタクパメ、トーゴ
- ウェリングバラ、イギリス
- シュプリンケ、ドイツ
- ヒホン、スペイン
- トメリョソ、スペイン
- ビャワ・ポドラスカ、ポーランド